# ダルマチア

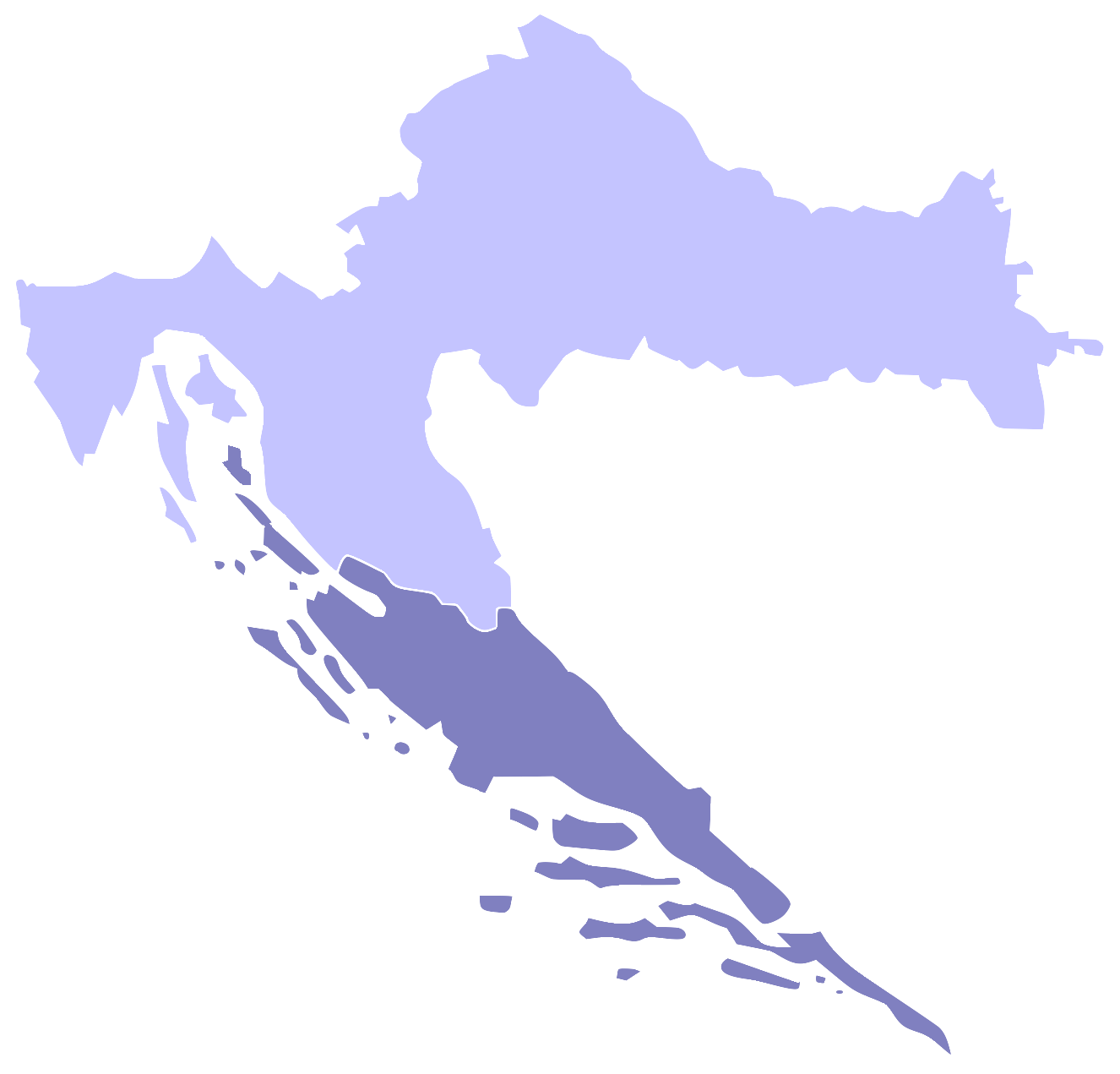
濃紫の部分がダルマチア

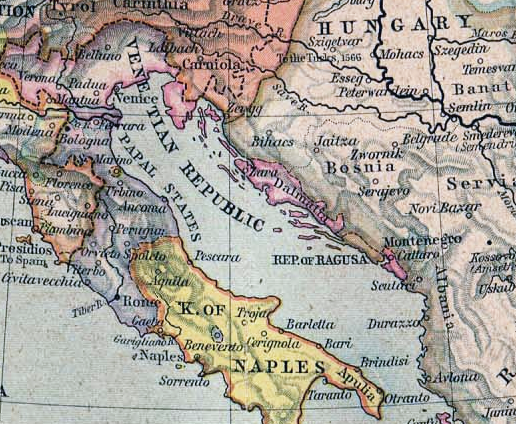
1560年のイタリア‐クロアチア周辺の地図

ダルマチア（ダルマツィア、クロアチア語: Dalmacija、イタリア語: Dalmazia、セルビア語: Далмација）またはダルマティアは、クロアチア（中央クロアチア、ダルマチア地方、スラヴォニア地方、イストリア地方の4地方から成る）のアドリア海沿岸地域一帯の名称である。長くヴェネツィアの支配下にあったことから、内陸部の諸地域とは異なる独自の歴史的・文化的背景を有する。観光業が盛んで、スプリトを中心都市とする。

## 歴史
古代ローマ時代の紀元前220年から紀元前168年に起こったイリュリア戦争の結果、この地域を支配していたイリュリア王国領の南半分は共和政ローマの保護領となり、その後、周辺領域を加え紀元前32年から紀元前27年頃にはイリュリクム属州となった。紀元6年から9年にパンノニア族とダルマティア族が反乱を起こしたがローマ帝国に鎮圧され、10年にイリュリア属州は南北に2分割され、北側にはパンノニア属州、南側にはダルマティア属州が設立された。ダルマティア属州の領域は、現在のダルマチア地方よりかなり広い地域であった。
ダルマティア属州はアドリア海沿岸部から、ディナル・アルプス山脈を含む内陸までの領域とされた。ダルマティア属州はディオクレティアヌス帝（在位284年 - 305年）の出身地であり、また隠棲の地（サロナのディオクレティアヌス宮殿。現スプリト）でもある。
476年に西ローマ帝国が崩壊した後の民族移動時代、この地域はゴート族の支配下に置かれた。その後535年にユスティニアヌス1世がこの地域を東ローマ帝国に組み込み、ダルマティア軍管区（テマ）とされた。
7世紀頃、ダルマチア地方に南スラヴ人（クロアチア人）が移住をはじめる。
774年、フランク王国がランゴバルト王国を滅ぼしたことにより、この付近一帯がフランク王国領化。ダルマチア一帯が東ローマ帝国との国境地帯になる。以降ダルマチア一帯はカトリック、これより以東のボスニア一帯は正教会に区分けされる。
998年、ダルマチア沿岸部がヴェネツィア共和国の領域下に入る。
1000年頃、クロアチア、ダルマチア、スラヴォニアを統一したクロアチア王国が成立する。
1102年、ハンガリー王がクロアチア王、ダルマチア王を兼ね、以降ハンガリー王国内で自治権を保有するクロアチア王国となる。
15世紀初め、ラグーザ共和国（ドゥブロヴニク）を除いたダルマチア全域がヴェネツィア共和国の領域に組み込まれる。
1797年、ナポレオンがヴェネツィアを占領（イリュリア州）、ヴェネツィア共和国は滅亡しダルマチアの支配権も失う。その後、一時的にフランス帝国の支配下に組み込まれる。
1815年、ウィーン会議の結果、オーストリア帝国の直轄領（ハプスブルク領イリュリア王国、ハプスブルク領ダルマチア王国）になる。（クロアチアとスラヴォニアはハンガリー王国領クロアチア＝スラヴォニア王国になる。）
1898年、この地方の言語であったロマンス諸語の1つであるダルマチア語の最後の話者が死亡し、ダルマチア語が死語になる。
1918年、オーストリア・ハンガリー帝国崩壊に伴い、セルビア人・クロアチア人・スロベニア人王国（後にユーゴスラビア王国）領になる。
1941年、クロアチア独立国成立、ただしダルマチアの一部はイタリア軍が占領し、ダルマチア県としてイタリア王国が併合。
1945年、ユーゴスラビア人民共和国のクロアチア人民共和国領となる。
1991年、クロアチアが独立し、クロアチア共和国領となる。

## 地理
沿岸部は非常に入り組んだ海岸線と、ダルマチア諸島の数百の島々から成る。内陸部にはディナルアルプスが背後に迫り、ボスニア・ヘルツェゴビナとの国境線を構成している。
沿岸部の非常に入り組んだ海岸線は天然の良港を数々と生み出し、ヴェネツィアがダルマチアの領有を狙う原因ともなった。
また、多数の島々は、第二次世界大戦時のユーゴスラビアパルチザンが根強く抵抗するための根拠地となった。

## 地方行政区画

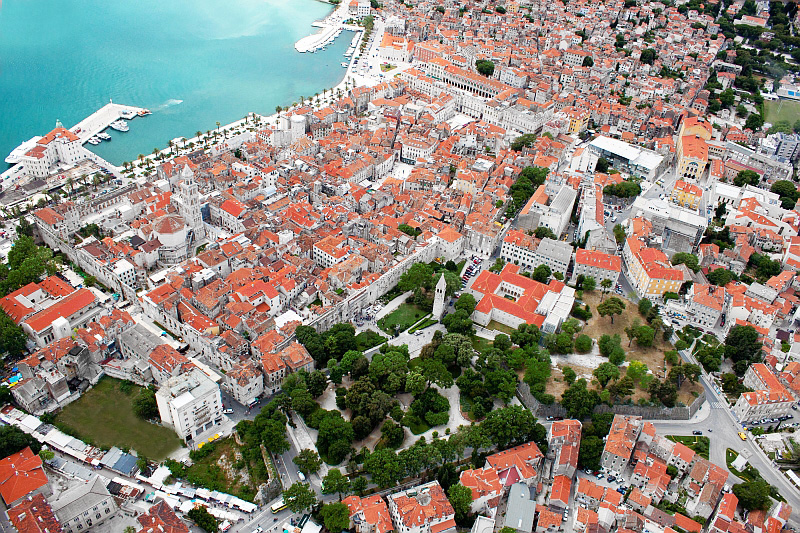
スプリト

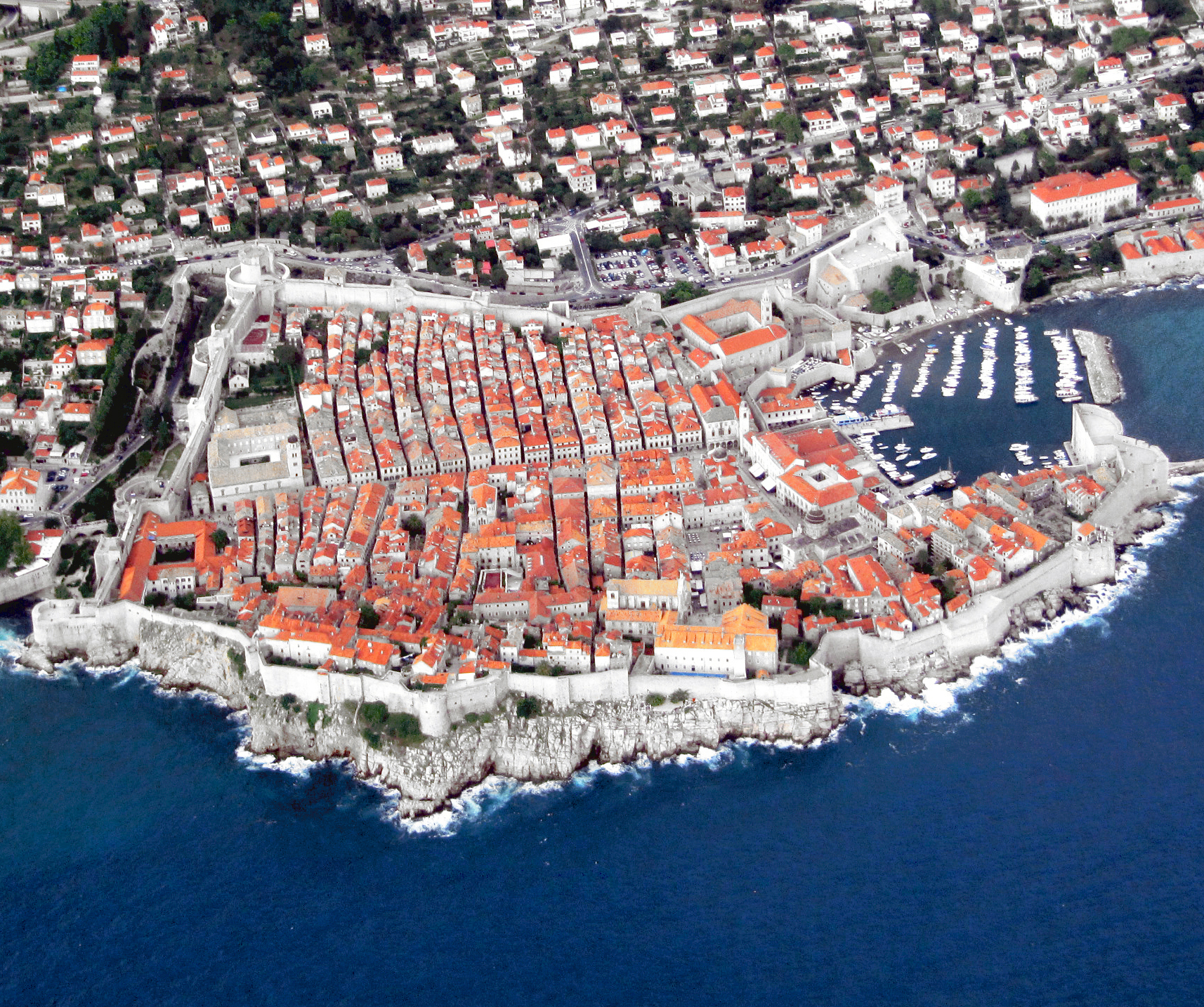
ドゥブロヴニク

### 郡と郡都
ダルマチア地方には4つの郡が存在する。
- ザダル郡（Zadarska）:ザダル
- シベニク＝クニン郡（Šibensko-kninska）:シベニク
- スプリト＝ダルマチア郡（Splitsko-dalmatinska）:スプリト
- ドゥブロヴニク＝ネレトヴァ郡（Dubrovačko-neretvanska）:ドゥブロヴニク

### その他の都市
- ビオグラード・ナ・モル - クロアチア王国の旧首都
- クニン - 1990年代、旧クライナ・セルビア人共和国の首都
- ヴィス島 - アドリア海に浮かぶ沿岸部の島、ユーゴスラビアパルチザンの根拠地